# Phaecasiophora
Phaecasiophora är ett släkte av fjärilar. Phaecasiophora ingår i familjen vecklare.

## Dottertaxa tillPhaecasiophora, i alfabetisk ordning[1]
- Phaecasiophora amoena
- Phaecasiophora astrosema
- Phaecasiophora attica
- Phaecasiophora auroraegera
- Phaecasiophora basicornis
- Phaecasiophora burmensis
- Phaecasiophora caelatrix
- Phaecasiophora caryosema
- Phaecasiophora confixana
- Phaecasiophora cornigera
- Phaecasiophora decolor
- Phaecasiophora diluta
- Phaecasiophora diserta
- Phaecasiophora ectropa
- Phaecasiophora fernaldana
- Phaecasiophora guttulosa
- Phaecasiophora inspersa
- Phaecasiophora jubilans
- Phaecasiophora latior
- Phaecasiophora leechi
- Phaecasiophora mutabilana
- Phaecasiophora niveiguttana
- Phaecasiophora obligata
- Phaecasiophora obraztsovi
- Phaecasiophora perductana
- Phaecasiophora pertexta
- Phaecasiophora pyragra
- Phaecasiophora roseana
- Phaecasiophora thaiensis
- Phaecasiophora turmaria
- Phaecasiophora walsinghami
- Phaecasiophora variabilis